# 東費爾維尤 (北達科他州)
東費爾維尤（英語：East Fairview）是位於美國北達科他州麥肯齊縣的普查規定居民點。

## 人口
根據2020年美國人口普查的數據，東費爾維尤的面積為0.99平方千米，皆為陸地。當地共有人口73人，而人口密度為每平方千米73.74人。